# Гіссен Габре
Гіссен Габре (фр. Hissène Habré; 13 вересня 1942 — 24 серпня 2021) — чадський військовий і політичний діяч, Прем'єр-міністр Чаду (1978—1979), Президент Чаду (1982—1990). Наприкінці 1960-х перейшов на бік повстанців з ФРОЛІНА, і до середини 1970-х очолив одну з їхніх фракцій; в результаті тривалої громадянської війни в 1988 році утвердився як президент країни, але був повалений через три роки Ідрісом Дебі. Втік за кордон і був звинувачений у порушеннях прав людини в таких розмірах, що прозваний «африканським Піночетом».

## Життєпис

### Ранні роки
Гіссен Габре народився в 1942 році в Файо Ларжо (наразі північ Чаду) в родині пастуха з народності тубу. У 1963 році Габре став заступником префекта Муссоро. За допомогою французької колоніальної адміністрації він в 1963 році був відправлений на навчання в Паризький університет (Інститут державного права) вивчати соціальні науки.

### Громадянська війна
Повернувшись на батьківщину в 1971 році, працював у системі Міністерства закордонних справ Чаду. У той час в Чаді повним ходом йшла Громадянська війна що представляли інтереси мусульманської Півночі країни угруповань Фронту національного звільнення Чаду (ФРОЛІНА/ФРОЛІНАТ) і Національного фронту Чаду проти режиму президента Франсуа Томбалбай. Останній вирішив використовувати Гіссен Габре як посередника й відправив його на переговори до тодішнього лідера ФРОЛІНАТ Абба Сіддікі. Замість того Габре приєднався до повстанців. У 1972—1976 рр. він був керівником збройних сил півночі (2-ї армії ФРОЛІНА).
Гіссен Габре вперше привернув увагу міжнародної громадськості, коли він на чолі з менш ніж 500 бійцями атакували місто Бардаї і захопили двох європейських заручників (громадянина Німеччини Christophe Stalwen і француженку Francoise Claustre), зажадавши за них викуп у розмірі 10 млн франків. Німеччина заплатила викуп за Stalwen, але Франція цього робити не стала, і Francoise Claustre була у заручниках до 1977 року.

#### Ескалація війни
У 1969 році до влади в сусідній Лівії прийшов полковник Муаммар Каддафі, який вирішив підтримати повстанців Чаду. Крім того Лівія претендувала на багату ураном і нафтою смугу Аузу. Підставою для цього став невиконаний італо-французький договір від 1935 року про перехід території Ауза до складу Триполітанії (тоді — італійської колонії). Активне втручання Триполі у внутрішні справи Чаду викликали розкол в таборі заколотників. Уеддей орієнтувався на Лівію, а Габре, який був призначений в 1972 році головою Ради командування Збройних сил півночі (ФАН), створеного зі складу командування 2-ї армії ФРОЛІНА, навпаки, відкидав всі домагання Триполі на смугу Аузу.
У квітні 1975 року в країні стався військовий переворот, в ході якого був убитий президент Томбалбай, а на його місце прийшов Фелікс Маллум. У наступному році Гіссен порвав усі відносини з Уеддеєм і з усією своєю армією перейшов на сторону Маллума. 29 серпня 1978 року він став прем'єр-міністром Чаду, але в грудні союз з Маллум було скасовано, і обстановка в країні знову різко загострилася. У лютому наступного року за результатами переговорів президентом країни став Гукуні Уеддей, якого незабаром змінив Лол Мохаммед Шауа, віце-президентом — Абдель-Кадер Камуге, а міністром оборони Тимчасового уряду національної єдності — Гіссен Габре. У листопаді 1979 року Гіссен Габре зайняв посаду державного міністра національної оборони в Перехідному уряді національної єдності Гукуні Уеддея.
21 березня 1980 року вірні Гіссен Габре частини Збройних сил півночі зробили спробу відсторонити від влади Гукуні Уеддея і нейтралізувати вірні йому Народні збройні сили. Громадянська війна відновилася з новою силою. 27 квітня уряд зняв Габре з посади міністра «за бунтівні дії», але бої тривали до кінця року. Уеддей звернувся за допомогою до Лівії, і 15 грудня його уряд встановив повний контроль над Нджаменою. Об'єднані сили вірних уряду угруповань і лівійської армії витіснили підрозділи Гіссен Габре до суданського кордону. Габре довелося втекти з Нджамени в Камерун, а потім перебратися в Судан, де він продовжував вести збройну боротьбу. Наприкінці 1981 року його армія почала наступ з території Судану і 7 червня 1982 року війська Габре з боєм взяли столицю країни Нджамену, після чого він проголосив себе президентом країни.

## Президент

### Втручання Лівії
Сполучені Штати підтримали Гіссен Габре на противагу Лівії та надавали йому фінансову і військову допомогу. На початку наступного року армія Гукуні Уеддея за підтримки Лівії почала наступ з північних районів країни. На допомогу Гіссену Габре прийшли підрозділи Франції і війська Заїру, яким вдалося зупинити наступ супротивника.

### Репресії
Прийшовши до влади, Гіссен почав жорстоко розправлятися з політичними супротивниками. Племена, які на його думку представляли істотну загрозу для режиму, піддавалися переслідуванню. За свою жорстокість Гіссен Габре отримав прізвисько «Африканський Піночет». Правозахисні організації звинувачували Габре в порушеннях прав людини. У роки свого правління він стикався з постійною загрозою повстання, але Міжнародна амністія заявляє, що це не є виправданням його репресій: «Уряд Чаду проводив цілеспрямовану політику терору, з тим щоб перешкоджати опозиції в будь-якому роді». Ще в 1983 і 1984 рр. міжнародна амністія викликала свою заклопотаність у зв'язку з позасудовими стратами і зникненнями людей в підконтрольних армії Габре районах. Human Rights Watch наводить відомості, що поліція і війська Габре проводили етнічні чистки серед етнічних груп сара (1984), хаджираї (1987) і загава (1989). Точна кількість жертв за роки правління Габре не відомо. У 1992 році Спеціальна комісія звинуватила Гіссен Габре відповідальним за вбивства 40 тис. осіб і 200 тис. випадків катувань. Свідки описуються страшні тортури із застосуванням електрошоку, опіком сигарет. Наводяться також відомості, що кати вставляли вихлопну трубу будь-якого транспорту своїм жертвам в рот, а потім приводили її в дію

### Повалення
У квітні 1989 року два офіцери чадської армії Гасан Діямосс і Ідріс Дебі за підтримки міністра внутрішніх справ Брахіма Махамот Ітно зробили невдалу спробу перевороту. Діямосс був заарештований, Ітно убитий, а Дебі вдалося втекти з країни в Дарфур на територію сусіднього Судану. Останній втік за кордон, де створив Рух за Чадський Національний Порятунок. Восени 1990 року бійці цього руху почали наступ з Дарфура на столицю Чаду. Після того як 30 листопада повстанці взяли Абеше, Габре зі своїм найближчим оточенням зник. 1 грудня повстанці взяли Нджамену. Гіссен Габре втік до Камеруну, а звідти до столиці Сенегалу — Дакар.

### У вигнанні
У січні 1998 року уряд Чаду пред'явив Гіссену Габре звинувачення в розтраті цілому 7 млрд франків КФА (70 мільйонів французьких франків), а також у вбивстві 40 тис. осіб. У 2000 році Human Rights Watch подав до суду Сенегалу звинувачення проти Габре з задокументованими доказами вбивства 1,2 тис осіб.
У вересні 2005 року бельгійський суд видав міжнародний ордер на арешт Гіссена Габре за звинуваченням в «тяжких порушеннях міжнародних прав людини». У зв'язку з цим сенегальська влада заарештувала Габре. 25 листопада Верховний суд Сенегалу заявив про свою неправомочність вирішити питання про його екстрадицію і тому ухвалив випустити Гіссена Габре на свободу. Проте за декілька годин Габре знову був заарештований.
15 серпня 2008 року суд Чаду заочно засудив Габре до смертної кари.
Сенегал так і не видав Гіссена Габре. У лютому 2009 року Бельгія подала в Міжнародний суд ООН позов проти Сенегалу за відмову видати колишнього чадського президента. 20 липня 2012 року Міжнародний суд ООН зажадав від уряду Сенегалу «без зволікання» або судити Габре за звинуваченням в інкримінованих йому злочинах, або екстрадувати в Чад.
30 червня 2013 року Гіссен Габре був заарештований у Сенегалі. Судовий процес у справі Габре почався в липні 2015 і після перерви був продовжений 7 вересня того ж року.
30 травня 2016 року Габре визнали винним у тортурах, зґвалтуваннях і загибелі 40 тисяч осіб, яких глава держави вважав своїми політичними супротивниками. Вирок ухвалював трибунал, створений в 2013 році Сенегалом і Африканським союзом і уповноваженим Надзвичайних африканських палат. Гіссена Габре засудили до довічного ув'язнення за злочини проти людяності.